# Condado de Montgomery (Virgínia)
O Condado de Montgomery é um dos 95 condados do estado americano de Virgínia. A sede do condado é Christiansburg, e sua maior cidade é Christiansburg. O condado possui uma área de 1 005 km² (dos quais 3 km² estão cobertos por água), uma população de 83 629 habitantes, e uma densidade populacional de 80 hab/km² (segundo o censo nacional de 2000). O condado foi fundado em 1772.